# Perileucoptera
Genre
Perileucoptera  est un genre de lépidoptères de la famille des Lyonetiidae.
Il est parfois considéré comme un synonyme de Leucoptera.

## Liste d'espèces
Selon Catalogue of Life (8 oct. 2013) :
- Perileucoptera coffeella